# Жереми Тулалан
Жереми Тулалан (фр. Jérémy Toulalan; 10. септембар 1983) бивши је француски фудбалер. Најчешће је играо на позицији дефанзивног везног играча, али је играо и као центархалф.

## Клупска каријера
Тулалан је рођен у Нанту где је играо у омладинској школи, а касније и у сениорском тиму. Дана 17. маја 2006. потписао је уговор са Олимпик Лионом. За Лион је дебитовао против бившег клуба, Нанта, у победи резултатом 3:1. Своју добру игру показивао је како у првој тако и у наредним сезонама за Лион. Дана 11. јуна 2011. потписао је уговор са Малагом за 10.000.000 €. Након две сезоне, 6. јула 2013. године, заиграо је за Монако.

## Репрезентативна каријера
За репрезентацију Француске одиграо је 36 утакмица и био у саставу за Европско првенство 2008. и Светско првенство 2010.

## Статистика каријере

### Клупска
Ажурирано 22. јануара 2018.
| Клуб              | Сезона            | Лига                | Лига     | Лига   | Куп      | Куп    | Европа   | Европа | Укупно   | Укупно |
| Клуб              | Сезона            | Дивизија            | Утакмице | Голови | Утакмице | Голови | Утакмице | Голови | Утакмице | Голови |
| ----------------- | ----------------- | ------------------- | -------- | ------ | -------- | ------ | -------- | ------ | -------- | ------ |
| Нант              | 2001/02.          | Прва лига Француске | 1        | 0      | —        | —      | 1        | 0      | 2        | 0      |
| Нант              | 2002/03.          | Прва лига Француске | 13       | 0      | 2        | 0      | —        | —      | 15       | 0      |
| Нант              | 2003/04.          | Прва лига Француске | 20       | 0      | 2        | 0      | —        | —      | 22       | 0      |
| Нант              | 2004/05.          | Прва лига Француске | 31       | 1      | 2        | 0      | —        | —      | 33       | 1      |
| Нант              | 2005/06.          | Прва лига Француске | 29       | 0      | 2        | 0      | —        | —      | 31       | 0      |
| Нант              | Укупно            | Укупно              | 94       | 1      | 8        | 0      | 1        | 0      | 103      | 1      |
| Лион              | 2006/07.          | Прва лига Француске | 32       | 0      | 6        | 0      | 7        | 0      | 45       | 0      |
| Лион              | 2007/08.          | Прва лига Француске | 30       | 0      | 6        | 0      | 5        | 0      | 41       | 0      |
| Лион              | 2008/09.          | Прва лига Француске | 33       | 0      | 3        | 0      | 8        | 0      | 44       | 0      |
| Лион              | 2009/10.          | Прва лига Француске | 31       | 0      | 3        | 1      | 11       | 0      | 45       | 1      |
| Лион              | 2010/11.          | Прва лига Француске | 28       | 0      | 2        | 0      | 4        | 0      | 34       | 0      |
| Лион              | Укупно            | Укупно              | 154      | 0      | 20       | 1      | 35       | 0      | 209      | 1      |
| Малага            | 2011/12.          | Прва лига Шпаније   | 25       | 3      | 4        | 0      | —        | —      | 29       | 3      |
| Малага            | 2012/13.          | Прва лига Шпаније   | 19       | 0      | 1        | 0      | 9        | 0      | 29       | 0      |
| Малага            | Укупно            | Укупно              | 44       | 3      | 5        | 0      | 9        | 0      | 58       | 3      |
| Монако            | 2013/14.          | Прва лига Француске | 29       | 1      | 6        | 0      | —        | —      | 35       | 1      |
| Монако            | 2014/15.          | Прва лига Француске | 28       | 0      | 6        | 0      | 8        | 0      | 42       | 0      |
| Монако            | 2015/16.          | Прва лига Француске | 25       | 0      | 2        | 0      | 9        | 0      | 36       | 0      |
| Монако            | Укупно            | Укупно              | 82       | 1      | 14       | 0      | 17       | 0      | 113      | 1      |
| Бордо             | 2016/17.          | Прва лига Француске | 30       | 0      | 6        | 0      | —        | —      | 36       | 0      |
| Бордо             | 2017/18.          | Прва лига Француске | 21       | 0      | 2        | 0      | 2        | 0      | 25       | 0      |
| Бордо             | Укупно            | Укупно              | 51       | 0      | 8        | 0      | 2        | 0      | 61       | 0      |
| Укупно у каријери | Укупно у каријери | Укупно у каријери   | 425      | 5      | 55       | 1      | 64       | 0      | 544      | 6      |

Напомене
1. ↑  Утакмице у Купу Француске, Лига купу Француске, Суперкупу Француске, Купу Шпаније
2. ↑  Утакмице у УЕФА суперкупу

### Репрезентативна
Ажурирано 17. јуна 2010.
| Репрезентација | Година | Утакмице | Голови |
| -------------- | ------ | -------- | ------ |
| Француска      | 2006   | 1        | 0      |
| Француска      | 2007   | 8        | 0      |
| Француска      | 2008   | 13       | 0      |
| Француска      | 2009   | 8        | 0      |
| Француска      | 2010   | 6        | 0      |
| Укупно         | Укупно | 36       | 0      |

## Успеси

### Клупски
Лион
- Прва лига Француске: 2006/07, 2007/08.
- Куп Француске: 2008.
- Суперкуп Француске: 2006, 2007.

### Индивидуални
- Најбољи млади играч године Прве лиге Француске: 2004/05.
- Тим године Прве лиге Француске: 2007/08.